# Ole Heerup
 Der er for få eller ingen kildehenvisninger i denne artikel, hvilket er et problem. Du kan hjælpe ved at angive troværdige kilder til de påstande, som fremføres i artiklen.

Ole Heerup (født 8. april 1934 i Mern, død 28. juli 2016) var en dansk billedkunstner..
Han var søn af kunstneren, Henry Heerup og kunstneren, Emilie "Mille" Heerup.

## Biografi
"Ole Heerups ungdomsværk er præget af en stram disciplinering af billedkomposition og figurernes udformning. Det er primært modelbilleder, han arbejdede med i 1950erne i en stram og smidig stil med linien som bærende princip. I det følgende tiår brød han mere og mere med det lineære, og arbejdede sig hen mod en frodig naturalisme med motiver fra den nære omverden. Sideløbende med tegningen og maleriet var H. desuden optaget af musik, hvor han ud over at mestre flere strengeinstrumenter, ernærede sig med optræden med spansk guitar. Denne musikalske side er ikke uvæsentlig for maleriets udvikling mod en højere grad af eksperimenteren med farven og en opløsning af det figurative. Således var malerierne i 1980erne spændt ud mellem lyrisk abstraherende kompositioner og værker, hvor det kropslige fastholdes mellem diffuse naturformationer i grøngule, dominerende farver. Figur og krop i centrum for mere abstrakte omgivelser blev karakteristisk som bund for yderligere eksperimenter med tilføjelser af fragmentariske ord i ekspressive farver i slutningen af 1980erne. Med en omvej ad kvindelige modelstudier i et billedsprog med mindelser om Henri Matisse viste Heerups malerier i begyndelsen af 1990erne en frigørelse af det figurative i en opløsning mod løse, luftige penselstrøg, rytmiske hen over lærredet."

## Uddannelse og Aftaler
- Det Kongelige Danske Kunstakademi København som elev af Niels Lergaard fra 1957-59.
- Ole Heerup udstillede som medlem af Koloristerne fra 1974 årligt i Den Frie Udstillingsbygning i København, helt frem til sin død[8].
- Medlem af Akademiraadet Statens rådgiver i kunstneriske spørgsmål indenfor billedkunst og arkitektur[9] fra 1981-88; vicepræsident fra 1984-87.
- Lærer ved Det Jyske Kunstakademi,1984.
- Med i Juryen for K.E. Kunstnernes Efterårsudstilling[10].

## Stipendier og Legater
- Akademiraadet Statens rådgiver i kunstneriske spørgsmål indenfor billedkunst og arkitektur 1960,1963,1969.
- Statens Kunstfond 1968, 1971, 1976, 1977, 1979, 1985 og blev i 1998 frem til sin død tildelt den livsvarige kunstnerydelse af Statens Kunstfond.
- Eckersberg Medaljen 1989.[11]
- Ole Haslunds Legat 1990.[12]

## Personligt Liv
I 1963 giftede Heerup sig i København med forfatteren og læreren Liselotte Taarup, datter af direktør Georg T. og Ingeborg Hansen. I 1964 fik Heerup og Taarup en datter, kunstneren Malene Heerup. De afsluttede deres ægteskab i 1971. Fra 1985 boede Heerup med fysioterapeut Birgit Fog-Møller, datter af læge Niels Poul Møller og sygeplejerske Ellen Louise Emma Hald. Heerup var også bror til Nana Hertoft.

## Udvalgte Udstillinger
- Kunstnernes Efterårsudstilling 1959, 1960, 1961, 1962, 1964.
- Corner 1968, 1969, 1970.
- Nicolaj-udstillingerne “Grafik og Skulptur”, “Abstraktion og natur, “Billede”; Tårngalleriet 1983.
- Munkeruphus Nordsjællang 4x Heerup 2006.[15]
- Heerup Museum “Farvens Melodi" 2018[16][17].

## Museer og Samlinger
- Statens Kunstfond
- Ny Carlsberg-fondet
- Undervisningsministeriet
- Københavns Kommune
- Tønder Kunstmuseum
- DTU Danmarks Tekniske Universitet
- Frederiksund Posthus
- Frederikssund Rådhus
- Institut IMSOR
- Lundtoftesletten
- Helsingør Handelsskole
- IC3 Tog 1991

m.fl. samt en lang række offentlige og private udsmykningsopgaver

## kunstværker
Splitter med stol, (1967, Fr.borg Statssk. Hillerød); Interieur (1969, Tårnby Rådhus); Ved strand (1975); Malene til New York (u.å.); Rød omfavnelse (1988). Udsmykninger: Dobb. komposition: Mennesker ved fjord, Vinduet (1983, Fr.sund Rådh.); kantine i Helsingør Tekn. Sk. (1986); Kbh. Domhus; Danm. tekn. Højsk., Inst. Imsor.

## Eksterne Henvisninger
- Heerup Museum:
- Ole Heerup på Kunstindeks Danmark/Weilbachs Kunstnerleksikon
- Ole Heerup: